# ATV (Turquía)
ATV (estilizado como atv) es un canal de televisión turco de señal abierta que fue lanzado en julio de 1993. A partir de agosto de 2013, ATV es el primer canal popular de Turquía con una cuota de mercado del 22%. 
ATV fue fundado por Dinç Bilgin, quien es el propietario original del canal. El canal cambió su propiedad a Ciner Medya Grubu en 2002, y Tasarruf Mevduatı Sigorta Fonu en 2007. ATV era propiedad de Turkuvaz Media Group de Çalık Holding, pero en 2013, la propiedad cambió nuevamente a Kalyon Group. [cita requerida]

## Programación
- 2015-: Eşkıya Dünyaya Hükümdar Olmaz
- 2018-: Beni Bırakma
- 2018-presente: Bir Zamanlar Çukurova
- 2019-2021: Hercai
- 2019-presente: Kuruluş: Osman
- 2020-: Kral

### Cine
- 1993-: atv Yabancı Sinema Kuşağı

### Concurso
- 2011-: Kim Milyoner Olmak İster ( Murat Yıldırım )

### Estilo de vida
- 2008-: Müge Anlı ile Tatlı Sert
- 2015-: Esra Erol'da (transferido de FOX )

### Programas religiosos
- 2011-: Nihat Hatipoğlu Sorularınızı Cevaplıyor ( Nihat Hatipoğlu ) (transferido de Star TV )
- 2012-: Nihat Hatipoğlu ile Dosta Doğru (Nihat Hatipoğlu) (transferido de Star TV )
- 2013-: Nihat Hatipoğlu ile Kuran ve Sünnet (Nihat Hatipoğlu)

### Revista de entretenimiento
- 2010-: Dizi TV (Didem Uğurlu)

### Programación de noticias
- 1993-: atv Ana Haber ( Cem Öğretir )
- 1993-: Hafta Sonu atv Ana Haber ( Nihan Günay )
- 2015-: Gün Ortası ( Deniz Türe ) (transferido de Yeni Asır TV )
- 2016-: Kahvaltı Haberleri ( Nihan Günay )
- 2016-: Son Durak ( Melih Altınok )
- 2016-: atv'de Hafta Sonu ( İbrahim Sadri )

### Infantil
- 2016-: Minika Kuşağı